# Liste des prénoms suédois
Cet article présente la liste des prénoms du calendrier suédois, ainsi qu'une liste des prénoms les plus courants en Suède.

## Quelques considérations
Selon l'Académie suédoise, il existe très peu de prénoms dont l'origine est purement[style à revoir] suédoise : Blenda, Gudmar, Gustav, Gösta, Götilda, Holmfrid, Lillemor, Sixten, Sture, Sune, Svea, Sverker, Torun… Les prénoms suédois ont pour la plupart une origine norroise (Björn, Gunnar, Hjalmar, Ingemund, Torbjörn, etc.), latine (Albin, Bengt, Georg, Kristina, Lars, Magnus…), allemande (Konrad, Otto…), britannique (Allan, Douglas, Kevin…), ou encore française (Lotta, qui vient de Charlotte, André, Marianne, Joël …[Information douteuse]).
Certains prénoms suédois ont des diminutifs très courants qui ne sont pas considérés comme des prénoms en tant que tels : Lasse pour Lars (ex. : Lasse Hallström), Pelle pour Per (ex. : Pelle Lindbergh), etc. Il existe aussi des variantes orthographiques (Carl au lieu de Karl…) et un grand nombre de prénoms composés : Karl-Erik, Sven-Göran, Maj-Lena, etc.

## Prénoms du calendrier suédois
Le tableau ci-dessous présente la liste des prénoms du calendrier suédois, actualisée pour la dernière fois en 2001 :
|    | Janvier                 | Février            | Mars                 | Avril             | Mai                  | Juin              |
| -- | ----------------------- | ------------------ | -------------------- | ----------------- | -------------------- | ----------------- |
| 1  | -                       | Max, Maximilian    | Albin, Elvira        | Harald, Hervor    | Valborg              | Gun, Gunnel       |
| 2  | Svea                    | -                  | Erna, Ernst          | Gudmund, Ingemund | Filip, Filippa       | Roger, Rutger     |
| 3  | Alfred, Alfrida         | Disa, Hjördis      | Gunborg, Gunvor      | Ferdinand, Nanna  | Jane, John           | Gudmar, Ingemar   |
| 4  | Rut                     | Anselm, Ansgar     | Adrian, Adriana      | Marianne, Marlene | Mona, Monika         | Solbritt, Solveig |
| 5  | Hanna, Hannele          | Agata, Agda        | Tora, Tove           | Irene, Irja       | Erhard, Gotthard     | Bo                |
| 6  | Baltsar, Kasper, Melker | Doris, Dorotea     | Ebba, Ebbe           | Vilhelm, William  | Marit, Rita          | Gustav, Gösta     |
| 7  | August, Augusta         | Dick, Rikard       | Camilla              | Irma, Irmelin     | Carina, Carita       | Robert, Robin     |
| 8  | Erland                  | Bert, Berta        | Siv                  | Nadja, Tanja      | Åke                  | Eivor, Majvor     |
| 9  | Gunder, Gunnar          | Fanny, Franciska   | Torbjörn, Torleif    | Ottilia, Otto     | Reidar, Reidun       | Birger, Börje     |
| 10 | Sigbritt, Sigurd        | Iris               | Ada, Edla            | Ingvar, Ingvor    | Esbjörn, Styrbjörn   | Boris, Svante     |
| 11 | Jan, Jannike            | Inge, Yngve        | Edvin, Egon          | Ulf, Ylva         | Märit, Märta         | Berthold, Bertil  |
| 12 | Frideborg, Fridolf      | Evelina, Evy       | Viktoria             | Liv               | Charlotta, Lotta     | Eskil             |
| 13 | Knut                    | Agne, Ove          | Greger               | Artur, Douglas    | Linn, Linnea         | Aino              |
| 14 | Felicia, Felix          | Valentin           | Matilda, Maud        | Tiburtius         | Halvar, Halvard      | Hakon, Håkan      |
| 15 | Laura, Lorentz          | Sigfrid            | Christel, Kristoffer | Oliver, Olivia    | Sofia, Sonja         | Margit, Margot    |
| 16 | Helmer, Hjalmar         | Julia, Julius      | Gilbert, Herbert     | Patricia, Patrik  | Ronald, Ronny        | Axel, Axelina     |
| 17 | Anton, Tony             | Alexandra, Sandra  | Gertrud              | Elias, Elis       | Rebecka, Ruben       | Torborg, Torvald  |
| 18 | Hilda, Hildur           | Frida, Fritiof     | Edmund, Edvard       | Valdemar, Volmar  | Erik                 | Bjarne, Björn     |
| 19 | Henrik                  | Ella, Gabriella    | Josef, Josefina      | Ola, Olaus        | Maj, Majken          | Germund, Görel    |
| 20 | Fabian, Sebastian       | Vivianne           | Joakim, Kim          | Amalia, Amelie    | Carola, Karolina     | Linda             |
| 21 | Agnes, Agneta           | Hilding            | Bengt                | Anneli, Annika    | Conny, Konstantin    | Alf, Alvar        |
| 22 | Viktor, Vincent         | Pia                | Kennet, Kent         | Allan, Glenn      | Hemming, Henning     | Paula, Paulina    |
| 23 | Frej, Freja             | Torsten, Torun     | Gerd, Gerda          | Georg, Göran      | Desideria, Desirée   | Adolf, Alice      |
| 24 | Erika                   | Mats, Mattias      | Gabriel, Rafael      | Vega              | Ivan, Vanja          | -                 |
| 25 | Paul, Pål               | Sigvard, Sivert    | -                    | Markus            | Urban                | David, Salomon    |
| 26 | Bodil, Boel             | Torgny, Torkel     | Emanuel              | Terese, Teresia   | Vilhelmina, Vilma    | Lea, Rakel        |
| 27 | Göta, Göte              | Lage               | Rudolf, Ralf         | Engelbrekt        | Farèyne              | Fingal, Selma     |
| 28 | Karl, Karla             | Maria              | Malkolm, Morgan      | Ture, Tyra        | Borghild, Ingeborg   | Leo               |
| 29 | Diana                   | -                  | Jens, Jonas          | Tyko              | Jeanette, Yvonne     | Peter, Petra      |
| 30 | Gunhild, Gunilla        | -                  | Holger, Holmfrid     | Mariana           | Vera, Veronika       | Elof, Leif        |
| 31 | Ivar, Joar              | -                  | Ester                | -                 | Pernilla, Petronella | -                 |
|    | Juillet                 | Août               | Septembre            | Octobre           | Novembre             | Décembre          |
| 1  | Aron, Mirjam            | Per                | Sam, Samuel          | Ragna, Ragnar     | -                    | Oskar, Ossian     |
| 2  | Rosa, Rosita            | Kajsa, Karin       | Justina, Justus      | Love, Ludvig      | Tobias               | Beata, Beatrice   |
| 3  | Aurora                  | Tage               | Alfhild, Alva        | Evald, Osvald     | Hubert, Hugo         | Lydia             |
| 4  | Ulla, Ulrika            | Arne, Arnold       | Gisela               | Frank, Frans      | Sverker              | Barbara, Barbro   |
| 5  | Laila, Ritva            | Alrik, Ulrik       | Adela, Heidi         | Bror              | Eugen, Eugenia       | Sven              |
| 6  | Esaias, Jessika         | Alfons, Inez       | Lilian, Lilly        | Jennifer, Jenny   | -                    | Niklas, Nikolaus  |
| 7  | Klas                    | Denise, Dennis     | Kevin, Roy           | Birgitta, Britta  | Ingegerd, Ingela     | Angela, Angelika  |
| 8  | Kjell                   | Silvia, Sylvia     | Alma, Hulda          | Nils              | Vendela              | Virginia          |
| 9  | Jörgen, Örjan           | Roland             | Anita, Annette       | Inger, Ingrid     | Teodor, Teodora      | Anna              |
| 10 | André, Andrea           | Lars               | Tord, Turid          | Harriet, Harry    | Martin, Martina      | Malena, Malin     |
| 11 | Eleonora, Ellinor       | Susanna            | Dagny, Helny         | Erling, Jarl      | Mårten               | Daniel, Daniela   |
| 12 | Herman, Hermine         | Klara              | Åsa, Åslög           | Manfred, Valfrid  | Konrad, Kurt         | Alexander, Alexis |
| 13 | Joel, Judit             | Kaj                | Sture                | Berit, Birgit     | Krister, Kristian    | Lucia             |
| 14 | Folke                   | Uno                | Ida                  | Stellan           | Emil, Emilia         | Sixten, Sten      |
| 15 | Ragnhild, Ragnvald      | Estelle, Stella    | Sigrid, Siri         | Hedvig, Hillevi   | Leopold              | Gottfrid          |
| 16 | Reine, Reinhold         | Brynolf            | Dag, Daga            | Finn              | Vibeke, Viveka       | Assar             |
| 17 | Bruno                   | Valter, Verner     | Hildegard, Magnhild  | Antonia, Toini    | Naemi, Naima         | Stig              |
| 18 | Fredrik, Fritz          | Ellen, Lena        | Orvar                | Lukas             | Lillemor, Moa        | Abraham           |
| 19 | Sara                    | Magnus, Måns       | Fredrika             | Tor, Tore         | Elisabet, Lisbet     | Isak              |
| 20 | Greta, Margareta        | Bernhard, Bernt    | Elise, Lisa          | Sibylla           | Marina, Pontus       | Israel, Moses     |
| 21 | Johanna                 | Jon, Jonna         | Matteus              | Ursula, Yrsa      | Helga, Olga          | Tomas             |
| 22 | Madeleine, Magdalena    | Henrietta, Henrika | Maurits, Moritz      | Marika, Marita    | Cecilia, Sissela     | Jonatan, Natanael |
| 23 | Emma                    | Signe, Signhild    | Tea, Tekla           | Severin, Sören    | Klemens              | Adam              |
| 24 | Kerstin, Kristina       | Bartolomeus        | Gerhard, Gert        | Eilert, Evert     | Gudrun, Rune         | Eva               |
| 25 | Jakob                   | Louise, Lovisa     | Tryggve              | Inga, Ingalill    | Katarina, Katja      | -                 |
| 26 | Jesper                  | Östen              | Enar, Einar          | Amanda, Rasmus    | Linus                | Staffan, Stefan   |
| 27 | Marta                   | Raoul, Rolf        | Dagmar, Rigmor       | Sabina            | Asta, Astrid         | Johan, Johannes   |
| 28 | Botvid, Seved           | Fatima, Leila      | Lennart, Leonard     | Simon, Simone     | Malte                | Benjamin          |
| 29 | Olof                    | Hampus, Hans       | Mikael, Mikaela      | Viola             | Sune                 | Natalia, Natalie  |
| 30 | Algot                   | Albert, Albertina  | Helge                | Elsa, Isabella    | Anders, Andreas      | Abel, Set         |
| 31 | Elin, Helena            | Arvid, Vidar       | -                    | Edgar, Edit       | -                    | Sylvester         |

Le tableau ci-dessous reprend les prénoms du calendrier dans l'ordre alphabétique :
|   | Féminin | Masculin |
| - | --- | --- |
| A | Ada, Adela, Adriana, Agata, Agda, Agnes, Agneta, Aino, Albertina, Alexandra, Alfhild, Alfrida, Alice, Alma, Alva, Amalia, Amanda, Amelie, Andrea, Angela, Angelika, Anita, Anna, Anneli, Annette, Annika, Antonia, Åsa, Åslög, Asta, Astrid, Augusta, Aurora, Axelina | Abel, Abraham, Adam, Adolf, Adrian, Agne, Åke, Albert, Albin, Alexander, Alexis, Alf, Alfons, Alfred, Algot, Allan, Alrik, Alvar, Anders, André, Andreas, Anselm, Ansgar, Anton, Anund, Arne, Arnold, Aron, Artur, Arvid, Assar, August, Axel |
| B | Barbara, Barbro, Beata, Beatrice, Beda, Berit, Berta, Birgit, Birgitta, Blenda, Bodil, Boel, Borghild, Britta | Baltsar, Bartolomeus, Bengt, Benjamin, Bernhard, Bernt, Bert, Berthold, Bertil, Birger, Bjarne, Björn, Bo, Boris, Börje, Botvid, Bror, Bruno, Brynolf                                                                                         |
| C | Camilla, Carina, Carita, Carola, Cecilia, Charlotta, Christel | Conny |
| D | Daga, Dagmar, Dagny, Daniela, Denise, Desideria, Desirée, Diana, Disa, Doris, Dorotea | Dag, Daniel, David, Dennis, Dick, Douglas |
| E | Ebba, Edit, Edla, Eivor, Eleonora, Elin, Elisabet, Elise, Ella, Ellen, Ellinor, Elsa, Elvira, Emilia, Emma, Erika, Erna, Estelle, Ester, Eugenia, Eva, Evelina, Evy                                                                                                   | Ebbe, Edgar, Edmund, Edvard, Edvin, Egon, Eilert, Einar, Elias, Elis, Elof, Emanuel, Emil, Emund, Enar, Engelbrekt, Erhard, Erik, Erland, Erling, Ernst, Esaias, Esbjörn, Eskil, Eugen, Evald, Evert                                          |
| F | Fanny, Farèyne, Fatima, Felicia, Filippa, Franciska, Fredrika, Freja, Frida, Frideborg | Fabian, Felix, Ferdinand, Filip, Fingal, Finn, Folke, Frank, Frans, Fredrik, Frej, Fridolf, Fritiof, Fritz |
| G | Gabriella, Gerd, Gerda, Gertrud, Gisela, Görel, Göta, Greta, Gudrun, Gun, Gunborg, Gunhild, Gunilla, Gunnel, Gunvor | Gabriel, Georg, Gerhard, Germund, Gert, Gilbert, Glenn, Göran, Gösta, Göte, Gottfrid, Gotthard, Greger, Gudmar, Gudmund, Gunder, Gunnar, Gustav                                                                                               |
| H | Hanna, Hannele, Harriet, Hedvig, Heidi, Helena, Helga, Helny, Henrietta, Henrika, Hermine, Hervor, Hilda, Hildegard, Hildur, Hillevi, Hjördis, Hulda | Håkan, Hakon, Halvar, Halvard, Hampus, Hans, Harald, Harry, Helge, Helmer, Hemming, Henning, Henrik, Herbert, Herman, Hilding, Hjalmar, Holger, Holmfrid, Hubert, Hugo                                                                        |
| I | Ida, Inez, Inga, Ingalill, Ingeborg, Ingegerd, Ingela, Inger, Ingrid, Ingvor, Irene, Iris, Irja, Irma, Irmelin, Isabella | Inge, Ingemar, Ingemund, Ingvar, Isak, Israel, Ivan, Ivar |
| J | Jane, Jannike, Jeanette, Jennifer, Jenny, Jessika, Jonna, Josefina, Judit, Julia, Justina | Jakob, Jan, Jarl, Jens, Jesper, Joakim, Joar, Joel, Johan, Johannes, John, Jon, Jonas, Jonatan, Jörgen, Josef, Julius, Justus |
| K | Kajsa, Karin, Karla, Karolina, Katarina, Katja, Kerstin, Kim, Klara, Kristina | Kaj, Karl, Kasper, Kennet, Kent, Kevin, Kim, Kjell, Klas, Klemens, Knut, Konrad, Konstantin, Krister, Kristian, Kristoffer, Kurt |
| L | Laila, Laura, Lea, Leila, Lena, Lilian, Lillemor, Lilly, Linda, Linn, Linnea, Lisa, Lisbet, Liv, Lotta, Louise, Lovisa, Lucia, Lydia | Lage, Lars, Leif, Lennart, Leo, Leonard, Leopold, Linus, Lorentz, Love, Ludvig, Lukas |
| M | Madeleine, Magdalena, Magnhild, Maj, Majken, Majvor, Malena, Malin, Margareta, Margit, Margot, Maria, Mariana, Marianne, Marika, Marina, Marit, Märit, Marita, Marta, Märta, Martina, Matilda, Maud, Melanie, Mikaela, Mirjam, Moa, Mona, Monika                      | Magnus, Malkolm, Malte, Manfred, Måns, Markus, Mårten, Martin, Mats, Matteus, Mattias, Maurits, Max, Maximilian, Melker, Mikael, Morgan, Moritz, Moses                                                                                        |
| N | Nadja, Naemi, Naima, Nanna, Natalia, Natalie | Natanael, Niklas, Nikolaus, Nils |
| O | Olga, Olivia, Ottilia | Ola, Olaus, Oliver, Olof, Örjan, Orvar, Oskar, Ossian, Östen, Osvald, Otto, Ove |
| P | Patricia, Paula, Paulina, Pernilla, Petra, Petronella, Pia | Pål, Patrik, Paul, Per, Peter, Pontus |
| R | Ragna, Ragnhild, Rakel, Rebecka, Reidun, Rigmor, Rita, Ritva, Rosa, Rosita, Rut | Rafael, Ragnar, Ragnvald, Ralf, Raoul, Rasmus, Reidar, Reine, Reinhold, Rikard, Robert, Robin, Roger, Roland, Rolf, Ronald, Ronny, Roy, Ruben, Rudolf, Rune, Rutger                                                                           |
| S | Sabina, Sandra, Sara, Selma, Sibylla, Sigbritt, Signe, Signhild, Sigrid, Silvia, Simone, Siri, Sissela, Siv, Sofia, Solbritt, Solveig, Sonja, Stella, Susanna, Svea, Sylvia                                                                                           | Salomon, Sam, Samuel, Sebastian, Set, Seved, Severin, Sigfrid, Sigurd, Sigvard, Simon, Sivert, Sixten, Sören, Staffan, Stefan, Stellan, Sten, Stig, Sture, Styrbjörn, Sune, Svante, Sven, Sverker, Sylvester                                  |
| T | Tanja, Tea, Tekla, Teodora, Terese, Teresia, Toini, Tora, Torborg, Torun, Tove, Turid, Tyra | Tage, Teodor, Tiburtius, Tobias, Tomas, Tony, Tor, Torbjörn, Tord, Tore, Torgny, Torkel, Torleif, Torsten, Torvald, Tryggve, Ture, Tyko |
| U | Ulla, Ulrika, Ursula | Ulf, Ulrik, Uno, Urban |
| V | Valborg, Vanja, Vega, Vendela, Vera, Veronika, Vibeke, Viktoria, Vilhelmina, Vilma, Viola, Virginia, Viveka, Vivianne | Valdemar, Valentin, Valfrid, Valter, Verner, Vidar, Viggo, Viktor, Vilhelm, Vincent, Volmar |
| W | - | William |
| Y | Ylva, Yrsa, Yvonne | Yngve |

## Prénoms les plus fréquents en Suède
Selon le Bureau Central de la Statistique (suédois : Statistiska centralbyrån, SCB), les prénoms les plus courants parmi la population suédoise dans son ensemble et parmi les enfants nés en 2012 sont les suivants :
|      | Population totale | Population totale | Naissances en 2012 | Naissances en 2012 |
| Rang | Féminin           | Masculin          | Féminin            | Masculin           |
| ---- | ----------------- | ----------------- | ------------------ | ------------------ |
| 1    | Anna              | Lars              | Alice              | William            |
| 2    | Eva               | Anders            | Elsa               | Oscar              |
| 3    | Maria             | Mikael            | Julia              | Lucas              |
| 4    | Karin             | Johan             | Ella               | Hugo               |
| 5    | Kristina          | Karl              | Maja               | Elias              |
| 6    | Lena              | Per               | Ebba               | Alexander          |
| 7    | Kerstin           | Erik              | Emma               | Liam               |
| 8    | Sara              | Jan               | Linnea             | Charlie            |
| 9    | Ingrid            | Peter             | Molly              | Oliver             |
| 10   | Emma              | Thomas            | Alva               | Filip              |
| 11   | Marie             | Daniel            | Wilma              | Leo                |
| 12   | Birgitta          | Fredrik           | Agnes              | Viktor             |
| 13   | Malin             | Hans              | Klara              | Vincent            |
| 14   | Jenny             | Bengt             | Nellie             | Emil               |
| 15   | Inger             | Mats              | Isabelle           | Axel               |
| 16   | Ulla              | Andreas           | Olivia             | Anton              |
| 17   | Annika            | Stefan            | Alicia             | Erik               |
| 18   | Monica            | Sven              | Ellen              | Olle               |
| 19   | Linda             | Bo                | Lilly              | Theo               |
| 20   | Susanne           | Nils              | Stella             | Ludvig             |